# Головин, Евгений Александрович
Евге́ний Алекса́ндрович Голови́н (1782—1858) — генерал от инфантерии (01.07.1839) русской императорской армии, генерал-адъютант (15.12.1825). Командующий Отдельным Кавказским корпусом (30.11.1837-25.10.1842). В 1845—1848 гг. — генерал-губернатор Прибалтики. Основатель порта Новороссийск (1838).

## Биография
Из дворян Смоленской губернии. Сын полковника Александра Ивановича Головина (1751—1815) и Екатерины Ивановны Вельяминовой. Учился сперва в Московском университетском благородном пансионе, затем продолжил образование в Московском университете.
4 апреля 1797 года поступил в лейб-гвардии Преображенский полк подпрапорщиком.
14 декабря 1797 года Головин был переведён в Могилёвский гарнизонный батальон в чине прапорщика.
С 31 декабря 1801 года нёс службу в Фанагорийском гренадерском полку, в чине штабс-капитана. В 1805 году в рядах последнего, получил пулевое ранение в битве под Аустерлицем, за что был отмечен орденом Святой Анны 4-й степени.
4 мая 1808 года подал в отставку, но уже 5 мая 1810 года вернулся на воинскую службу и участвовал в русско-турецкой войне. За отличия при Шумле был произведён в подполковники, сражался при Базарджике и Батине.
31 января 1811 года назначен командиром Фанагорийского гренадерского полка.

14 января 1812 года награждён за доблесть орденом Святого Георгия 4-го класса № 1025 
В воздаяние отличного мужества и храбрости, оказанных при разбитии турецких войск 26 августа 1810 года при селении Батине, где, с неустрашимостию командуя ввереною частию войск, находился всегда впереди своих подчиненных и собственным примером поощрял нижних чинов к мужественному нападению на неприятеля, чрез что весьма много способствовал к завладению неприятельскими окопами и находившимися в оных орудиями.
Вместе с своим полком участвовал в Бородинском сражении, где был ранен пулей в левую ногу. 21 ноября 1812 года получил чин полковника.
В 1813—1814 годах принимал участие в войне шестой коалиции. Отличился в сражениях при Лютцене (награждён орденом Святого Владимира 3-й степени) и Бауцене. Вновь был ранен в Лейпцигской битве. 20 июля 1814 года произведён в генерал-майоры. В 1814 году участвовал в штурме Парижа.
После войны состоял при командире 3-й гренадерской дивизии. 19 января 1816 года назначен командиром 2-й бригады 3-й гренадерской дивизии.
10 августа 1821 года назначен командиром лейб-гвардии Егерского полка. 14 марта 1825 года — командиром 4-й бригады 2-й гвардейской пехотной дивизии. За участие в подавлении восстания декабристов 15 декабря 1825 года пожалован в генерал-адъютанты, а 22 августа 1826 года произведён в генерал-лейтенанты.
В 1828—1829 годах принимал участие в новой русско-турецкой войне. 16 сентября 1828 года при осаде Варны отразил нападение Омер-Вриони-паши на позиции русских войск, а 18 сентября участвовал в атаке на лагерь паши на высотах Куртепе. За это он был награждён золотой шпагой, украшенной алмазами, с надписью «За храбрость». Затем Евгений Александрович Головин был назначен комендантом Варны и проявил личное мужество во время эпидемии чумы. Кроме прочих наград за эту войну Головину был пожалован императорской короной к ордену Святой Анны 1-й степени. 23 сентября 1828 года назначен начальником 19-й пехотной дивизии.
7 февраля 1830 года назначен Оренбургским военным губернатором и командиром Оренбургского отдельного корпуса, однако отказался ехать в Оренбург и жил в Нарве. 18 апреля уволен в отставку с мундиром и пенсией, но 17 февраля 1831 года вновь вернулся на службу с назначением начальником 26-й пехотной дивизии.

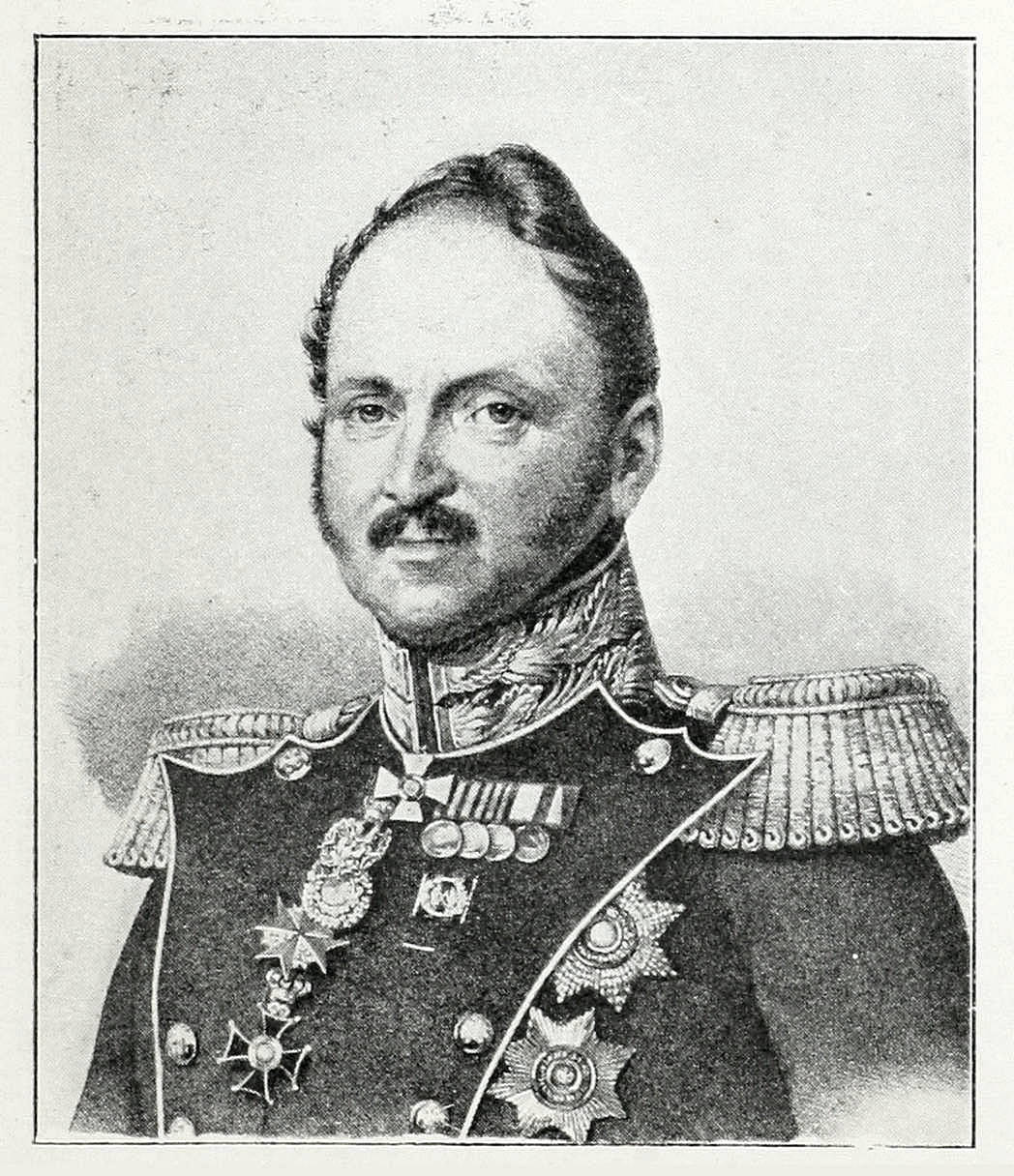
Рис. из «Военной энциклопедии»

Принимал участие в Польских событиях 1831 года. В конце мая 1831 года Головин совершил удачную экспедицию в Беловежскую пущу, 2 июля, командуя авангардом, под Минском сражался с отрядом Адальберта Хржановского; 16 августа сражался под селом Крынки и у Мендзиржеца с польским корпусом генерала Джероламо Раморино. За эти заслуги был 13 сентября 1831 года награждён орденом Святого Георгия 3-го класса № 441 
В воздаяние благоразумной распорядительности, подвигов, отличнаго мужества и примерной храбрости, оказанных во время командования авангардом войск 6 пехотного корпуса при поражении корпуса войск мятежника Раморино 3 и 4 сентября 1831 года и преследовании сего корпуса до австрийской границы.
1 ноября 1831 года назначен начальником 2-й пехотной дивизии.
10 января 1834 года назначен главным директором и председателем Правительственной комиссии Внутренних и Духовных дел и народного просвещения Царства Польского. 5 мая 1836 года назначен исполнять должность Варшавского военного губернатора.
С 30 ноября 1837 по 25 октября 1842 года занимал должность командующего Отдельным Кавказским корпусом и главноуправляющего гражданской частью и пограничных дел в Грузии, Армении и Кавказской области. 1 июля 1839 года получил чин генерала от инфантерии. В этой должности, в эпоху расцвета мюридизма, гнездом которого был Дагестан, Головин обратил прежде всего внимание на разработку дорог в различных направлениях и на обустройство укреплений, делая их в то же время и центром русской гражданственности путём устройства школ и базаров. Ту же систему надлежало принять, по его мнению, и в отношении правого фланга Кавказской линии и восточного берега Чёрного моря, на котором в мае 1838 года он и заложил порт Новороссийск. Разделив войска Кавказского корпуса на три отряда, Головин начал осуществление своего плана с подчинения населения бассейна реки Самур. Первые действия увенчались успехом. Поражением лезгин при Аджиахуре и закладкой укрепления Ахтынского он положил начало укреплённой Самурской линии, но затем последовал ряд неудач: восстание в Чечне ему подавить не удалось. Влияние Шамиля не поколебалось и после поражения, нанесённого ему Головиным на Хубарских высотах (18 мая 1841 года). Возвёл на реке Сулак Евгениевское укрепление, названное так по Высочайшему повелению в честь Головина. 25 октября 1842 года был отозван с Кавказа «в отпуск». Свою деятельность Головин описал в особой книге: «Очерк положения военных дел на Кавказе с начала 1838 по конец 1842 года.» (Рига, 1847).
28 марта 1845 года назначен Рижским военным губернатором и лифляндским, эстляндским и курляндским генерал-губернатором. Пытался обращать местное население в православие. Это вызвало недовольство в крае и 1 января 1848 года Головин был уволен от должности генерал-губернатора и назначен членом Государственного совета. Во время Крымской войны, 13 марта 1855 года назначен начальником государственного подвижного ополчения Смоленской губернии.
Скончался 27 июня 1858 года.

## Военные чины и свитское звание
- Подпрапорщик (04.04.1797)[6]
- Прапорщик (14.12.1797)
- Подпоручик (19.04.1798)
- Поручик (21.06.1798)
- Штабс-капитан (15.01.1799)
- Капитан (17.01.1803)
- Майор (14.11.1805)
- Подполковник (04.05.1808)
- Полковник (21.11.1812)
- Генерал-майор за отличие (20.07.1814)
- Генерал-адъютант (15.12.1825)
- Генерал-лейтенант за отличие по службе (22.08.1826)
- Генерал от инфантерии за отличие по службе (01.07.1839)

## Награды
- Орден Святой Анны 3-й степени (24.02.1806)[6]
- Орден Святого Георгия 4-й степени (14.01.1812)
- Орден Святого Владимира 3-й степени (15.09.1813)
- Орден Святой Анны 1-й степени (12.12.1823)
- Орден Святого Владимира 2-й степени (22.08.1827)
- Золотая шпага с надписью «За храбрость», украшенная алмазами (30.09.1828)
- Императорская корона к ордену Святой Анны 1-й степени (06.04.1830)
- Орден Святого Георгия 3-й степени (13.09.1831)
- Знак отличия за военное достоинство (Virtuti militari) 2-й степени (12.06.1832)
- Орден Белого орла (05.08.1833)
- Орден Святого Александра Невского (06.12.1837)
- Алмазные знаки к ордену Святого Александра Невского (21.03.1840)
- Орден Святого Владимира 1-й степени (04.06.1841)
- Золотая шпага с надписью «За храбрость», украшенная алмазами (14.02.1842)
- Табакерка с портретом Его Императорского Величества (09.04.1845)
- Серебряная медаль «В память Отечественной войны 1812 года» (1814)
- Бронзовая медаль «В память Отечественной войны 1812 года» (1814)
- Медаль «За взятие Парижа» (19.03.1826)
- Медаль «За турецкую войну» (01.10.1829)
- Знак отличия беспорочной службы за XXV лет (22.08.1834)
- Знак отличия беспорочной службы за XXX лет (22.08.1837)
- Знак отличия беспорочной службы за XXXV лет (22.08.1840)
- Знак отличия беспорочной службы за XL лет (22.08.1847)

Иностранные:
- Прусский орден «Pour le Mérite» (1814)
- Прусский орден Красного орла 1-й степени (30.08.1835)
- Персидский орден Льва и Солнца 1-й степени с алмазами (08.03.1839)
- Турецкий орден Нишан-Ифтикар (14.02.1841)

## Семья

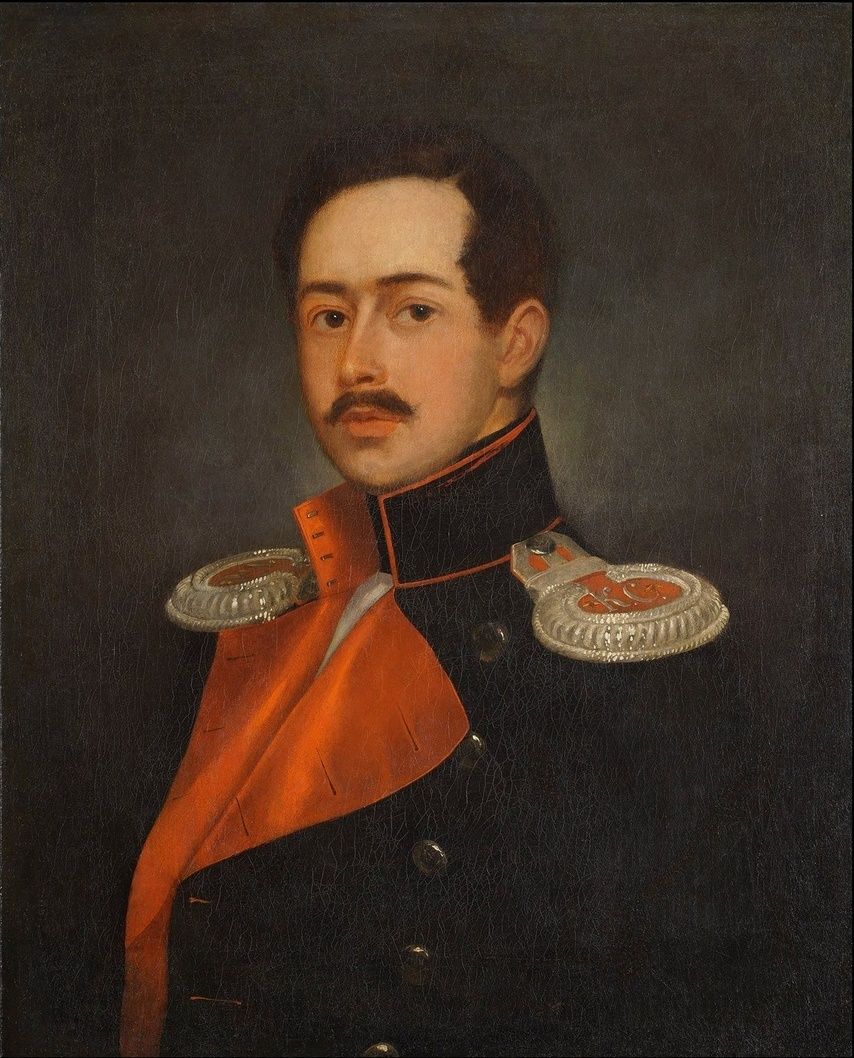
Павел Евгеньевич Головин (1840)

Жена — Елизавета Павловна Фонвизина (1792—после 1850), дочь П. И. Фонвизина и двоюродная сестра декабриста Михаила Фонвизина. По словам современника, была «отличная особа, по всем отношениям и по красоте, с победительными черными глазами». Будучи очень религиозной, вместе с мужем была последовательницей учения Е. Ф. Татариновой, фанатически верила ей и воспитывала в том же духе своих детей. С 1831 года жила с ними у Татариновой вплоть до ареста общины в 1837 году. В браке имела 2 дочерей и 2 сыновей:
- Елизавета Евгеньевна (181?—18?)
- Павел Евгеньевич (1818—1849), юнкер в Инженерном училище, адъютант генерала П. Х. Граббе, «красавиц собой, при уме довольно обыкновенном, отличался обилием доброты»[9].
- Екатерина Евгеньевна (1821—1852), была женой известного востоковеда и географа Я. В. Ханыкова (1818—1862).
- Сергей Евгеньевич (1824—1889), сувалкский губернатор (1869—1882).

## Память
В честь Е. А. Головина до революции называлась главная улица Тифлиса — Головинский проспект.

## Сочинения
- Журнал военных действий отряда, находившегося под начальством генерал-адъютанта Головина на южной стороне Варны от 28 августа по 11 сентября 1829 года. Варшава, 1837.
- Извлечение из военного журнала генерал-лейтенанта Головина в течение кампании против польских мятежников 1831 года. Рига, 1847.
- Очерк положения военных дел на Кавказе, с начала 1838 по конец 1842 года. Рига, 1847